# Generation Kopf unten

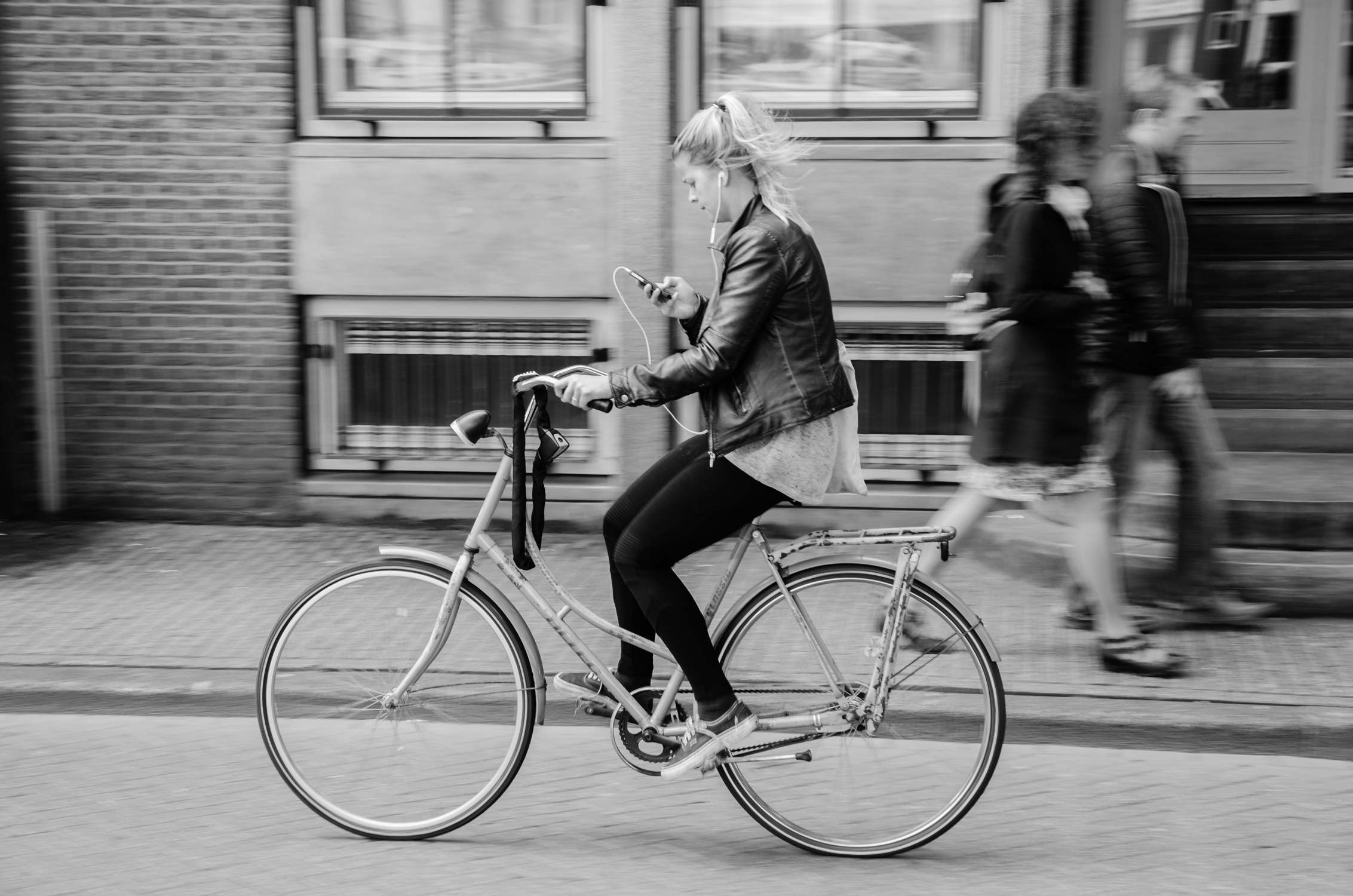
Eine junge Frau bedient ein elektronisches Gerät beim Radfahren.

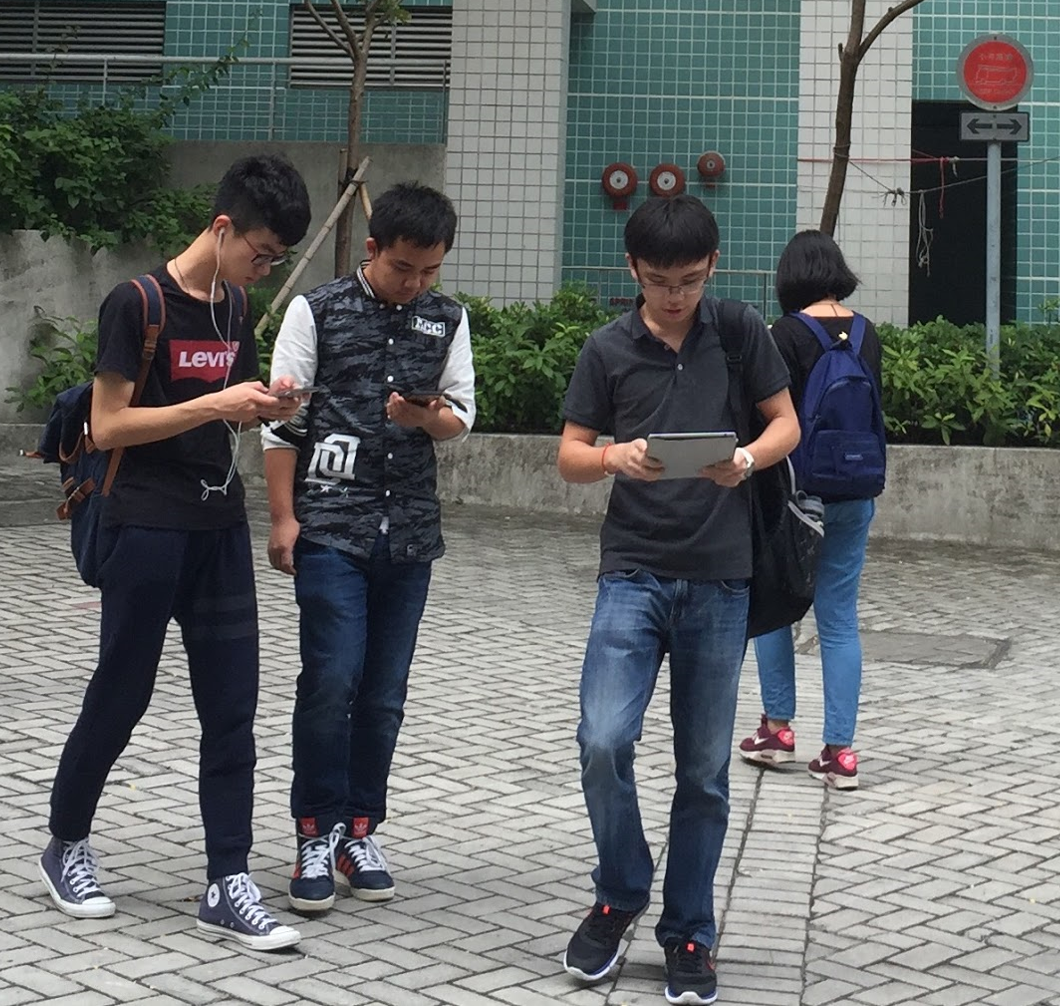
Jugendliche verwenden ein Smartphone bzw. Tabletcomputer in Hongkong.

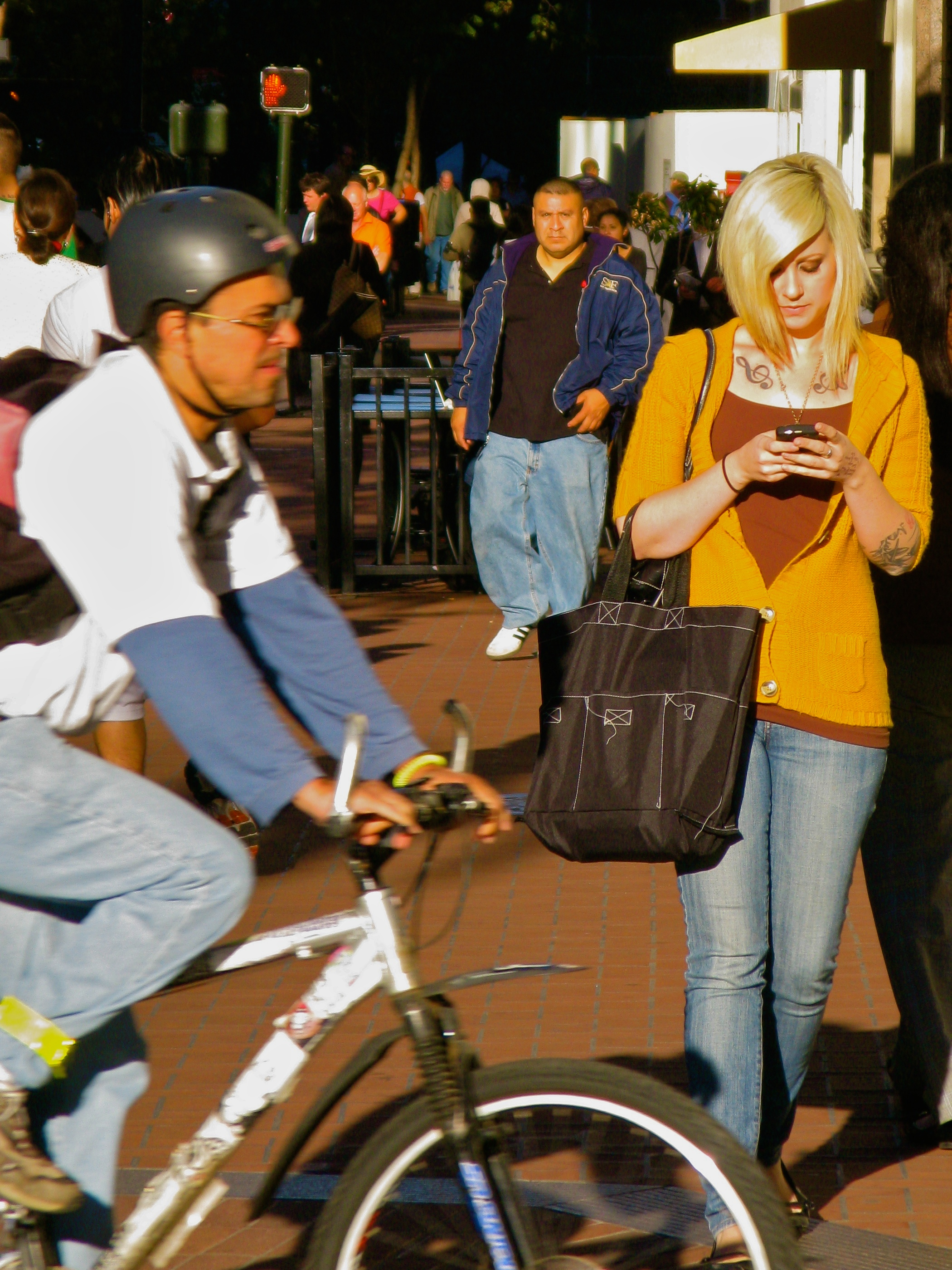
Eine Frau beim Bedienen eines Smartphones im Straßenverkehr

Die Bezeichnung Generation Kopf unten (auch  Generation Head Down, Generation Kopf runter, Kopf-nach-unten-Generation Kopf-unten-Generation, englisch head-down generation oder head down generation) beschreibt die Kopfhaltung, mit der insbesondere viele junge Menschen im Alltag unterwegs sind und dabei ihren Blick und ihre Aufmerksamkeit vor allem auf ein elektronisches Gerät (Handy, Smartphone oder Tablet) gerichtet haben.

## Problematik
Diese Verhaltensweise ist immer wieder Ursache von Unfällen. Die Berliner Verkehrsbetriebe (BVG) haben in diesem Zusammenhang die Kampagne „Achte auf deine Linie!“ gestartet.
Gleichzeitig führt die intensive Nutzung elektronischer Kommunikationsmittel zu einem veränderten Kommunikationsverhalten und kann zu schmerzhaften Beschwerden führen.

## Generation Smartphone
Der Begriff Generation Smartphone beschreibt das Phänomen in der Weise, dass das Smartphone ein wesentliches Kommunikationsmittel ist.